# Boží muka (Tichá)
Boží muka v Tiché stojí u silnice, která vede do Frenštátu pod Radhoštěm v okrese Nový Jičín v Moravskoslezském kraji, jsou kulturní památkou ČR.

## Historie
Boží muka jsou z roku 1646 postavena jako památka na morovou ránu.

## Popis
Boží muka jsou z pískovce pilířovitého typu. Na hranolovém podstavci je vztyčen čtyřboký dřík ve tvaru komolého kužele zakončený stanovou stříškou. Dřík má do dvou třetin zaoblené nároží a vertikální linie. Na čelní straně dříku je nika. Pod profilovanou římsou, která ukončuje stupňovitý soklík je vytesán datum 1646.

## Galerie

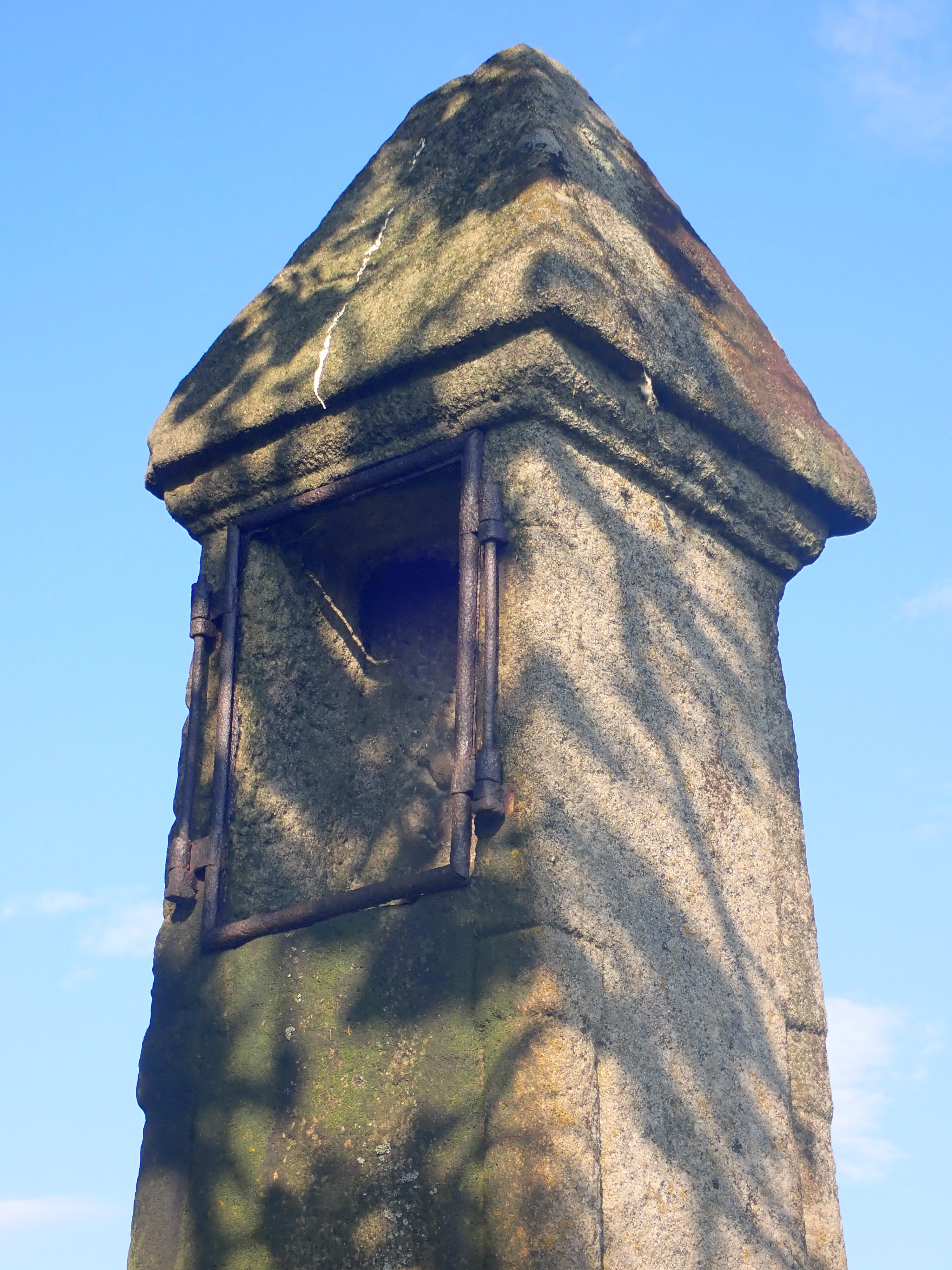
Nika
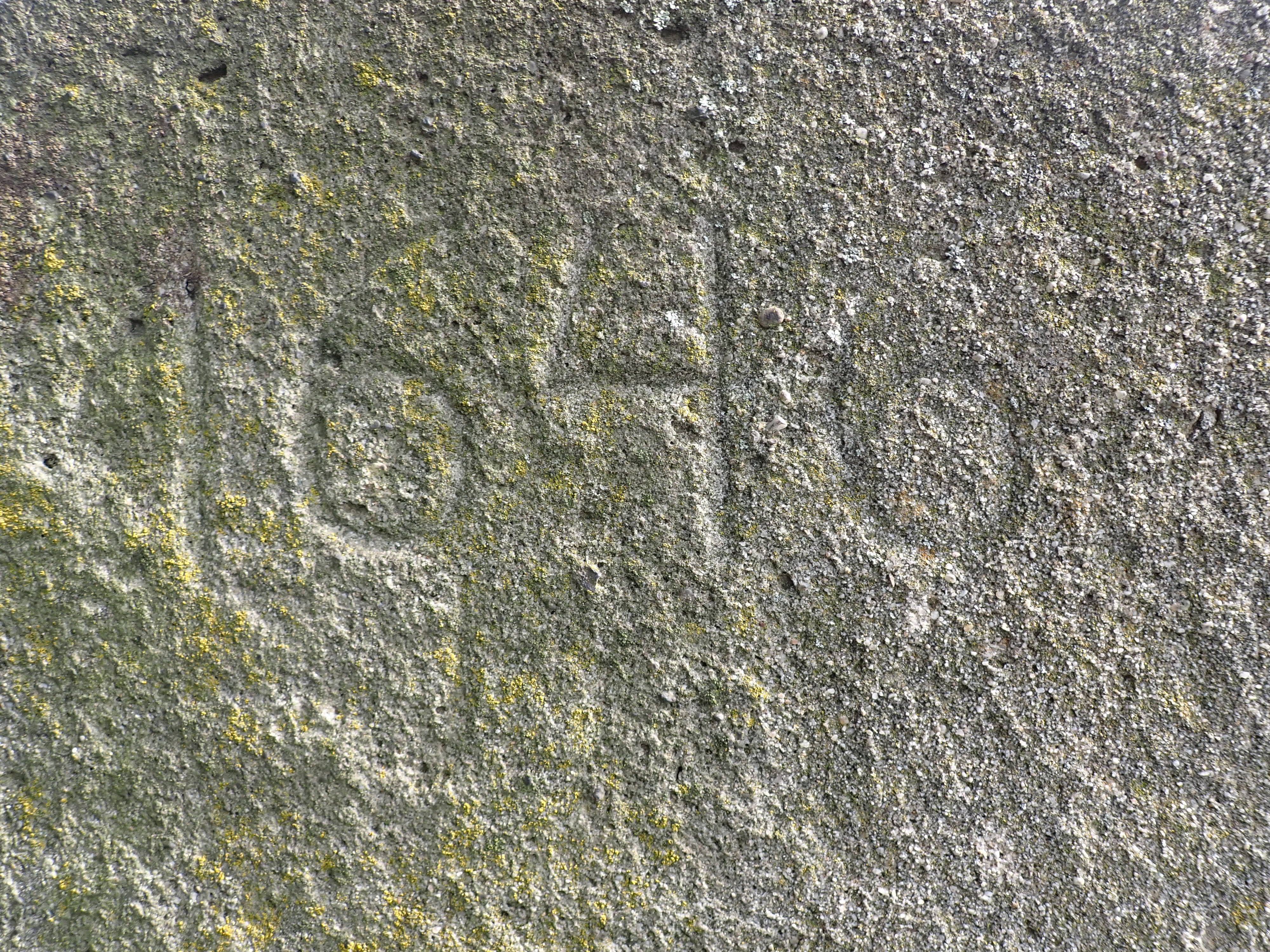
Nápis